# ナオミ・ギルマ
ナオミ・ギルマ（Naomi Girma, 2000年6月14日 - ）は、アメリカ合衆国カリフォルニア州サンノゼ出身の女子サッカー選手。ポジションはディフェンダー。
現所属のWSL・チェルシーへの移籍で女子サッカー界における移籍金最高額を更新。

## 経歴
カリフォルニア州サンノゼでエチオピア移民の両親の元に生まれた。
2018年に名門スタンフォード大学に入学して学士号を取得した後ににNWSL（National Women's Soccer League）の新人ドラフト1位でサンディエゴ・ウェーブFCに加入。晴れて女子プロサッカー選手になった後も経営科学と工学の修士号の取得を目指し続けた。本業でも初年度にはルーキー・オブ・イヤーを受賞したほか、NWSLのディフェンダー・オブ・イヤーも受賞するなど大きな活躍を見せた。
チェルシー時代に5連覇を達成し、アメリカ代表にも3大会ぶりのオリンピック金メダルをもたらしたエマ・ヘイズ監督が「私が今まで見た中で最高のディフェンダーです。落ち着き、冷静さ、守備力、危機察知能力など、すべてを兼ね備えています。」と語る程の実力を持つ。
2025年1月26日、ウィメンズ・スーパーリーグのチェルシーFCは、ギルマと4年半の契約を結んだことを発表し、同日、スタンフォード・ブリッジで行われたアーセナルFCとのリーグ戦の前にファンにお披露目した。移籍金はおよそ110万ドル（89万ポンド）と報じられており、女子サッカーの移籍金の世界記録を更新した。
アメリカ代表ではアンダー世代の頃から順調にキャリアを重ねて2022年4月12日の親善試合ウズベキスタン戦でフル代表デビューを果たした。他にはFIFA女子ワールドカップ・オーストラリア&ニュージーランド大会の登録メンバーに選ばれたり、2024年のパリオリンピックのサッカー競技では金メダルを獲得。

## タイトル

### クラブ

#### サンディエゴ・ウェーブFC
- NWSLシールド（英語版）: 1回 (2023)
- NWSLチャレンジカップ: 1回 (2024)

### 代表
U17アメリカ女子代表
- CONCACAF U-17女子選手権: 1回 (2016)

U20アメリカ女子代表
- CONCACAF U-20女子選手権: 1回 (2020)

アメリカ女子代表
- オリンピック 金メダル: 1回（2024)
- CONCACAF女子ゴールドカップ: 1回 (2022)
- CONCACAF Wゴールドカップ: 1回 (2024)
- シービリーブスカップ: 2回 (2023, 2024)

### 個人
- NWSL 年間最優秀DF: 2回 (2022, 2023)
- NWSL ベストイレブン: 2回 (2022, 2023)
- NWSL 年間最優秀新人賞: 1回 (2022)
- NWSL ベストイレブンセカンド: 1回 (2024)[7]
- NWSL 月間チーム最優秀賞: 9回 (2022年5月, 6月, 8月, 9·10月, 2023年3·4月, 5月, 9·10月, 2024年3·4月, 9月)
- NWSL 月間最優秀新人賞: 2回 (2022年6月, 9·10月)
- USサッカーアスリートオブザイヤー·年間最優秀選手賞: 1回 (2023)
- USサッカーアスリートオブザイヤー·女子年間最優秀新人賞: 1回 (2020)
- CONCACAF女子ゴールドカップ ベストイレブン: 1回 (2022)
- NCAA Division I Tournament Most Outstanding Defensive Player: 1回 (2019)
- Pac-12 Defender of the Year: 2回 (2019, 2021)
- The Best FIFA Women's 11: 1回 (2024)
- IFFHS Women's World Team: 1回 (2024)
- ESPN FC Women's Rank: #2 on the 2024 list of 50 best women's soccer players